# نابليون بونابرت براون
نابليون بونابرت براون (بالإنجليزية: Napoleon Bonaparte Brown)‏ هو سياسي أمريكي، ولد في 1834 في إلينوي في الولايات المتحدة، وتوفي في 18 مارس 1910 في سانت جوزيف في الولايات المتحدة. انتخب عضو مجلس ولاية كانساس وانتخب عضو مجلس نواب ولاية ميسوري.